# Tambakmekar
Tambakmekar is een bestuurslaag in het regentschap Subang van de provincie West-Java, Indonesië. Tambakmekar telt 6145 inwoners (volkstelling 2010).